# لی هو چینگ
لی هو چینگ (انگلیسی: Lee Ho Ching؛ زادهٔ ۲۴ نوامبر ۱۹۹۲) بازیکن تنیس روی میز اهل چین است.
وی در مسابقات کشوری و بین‌المللی در مجموع برندهٔ ۴ مدال برنز شده‌است.